# Coulandon
Coulandon est une commune française, située dans le département de l'Allier en région Auvergne-Rhône-Alpes.

## Géographie
Quatre communes sont limitrophes :
| Marigny  |           |            |
|          | Coulandon | Neuvy      |
| Souvigny |           | Bressolles |

La commune est traversée par les routes départementales 101 (liaison de Montilly à L'Histoire, au nord de la commune, sur la D 953), 401, 408, 945 (Souvigny – Moulins) et 953 (Saint-Menoux – Moulins, au nord de la commune).

### Climat
Pour des articles plus généraux, voir Climat d'Auvergne-Rhône-Alpes et Climat de l'Allier.
En 2010, le climat de la commune est de type climat océanique dégradé des plaines du Centre et du Nord, selon une étude du CNRS s'appuyant sur une série de données couvrant la période 1971-2000. En 2020, Météo-France publie une typologie des climats de la France métropolitaine dans laquelle la commune est exposée à un climat océanique altéré et est dans la région climatique Centre et contreforts nord du Massif Central, caractérisée par un air sec en été et un bon ensoleillement.
Pour la période 1971-2000, la température annuelle moyenne est de 11 °C, avec une amplitude thermique annuelle de 15,8 °C. Le cumul annuel moyen de précipitations est de 799 mm, avec 11,4 jours de précipitations en janvier et 7,5 jours en juillet. Pour la période 1991-2020, la température moyenne annuelle observée sur la station météorologique de Météo-France la plus proche, sur la commune d'Yzeure à 8 km à vol d'oiseau, est de 11,9 °C et le cumul annuel moyen de précipitations est de 795,7 mm,. Pour l'avenir, les paramètres climatiques de la commune estimés pour 2050 selon différents scénarios d'émission de gaz à effet de serre sont consultables sur un site dédié publié par Météo-France en novembre 2022.

## Urbanisme

### Typologie
Au 1er janvier 2024, Coulandon est catégorisée commune rurale à habitat dispersé, selon la nouvelle grille communale de densité à 7 niveaux définie par l'Insee en 2022.
Elle est située hors unité urbaine. Par ailleurs la commune fait partie de l'aire d'attraction de Moulins, dont elle est une commune de la couronne,. Cette aire, qui regroupe 64 communes, est catégorisée dans les aires de 50 000 à moins de 200 000 habitants,.

### Occupation des sols

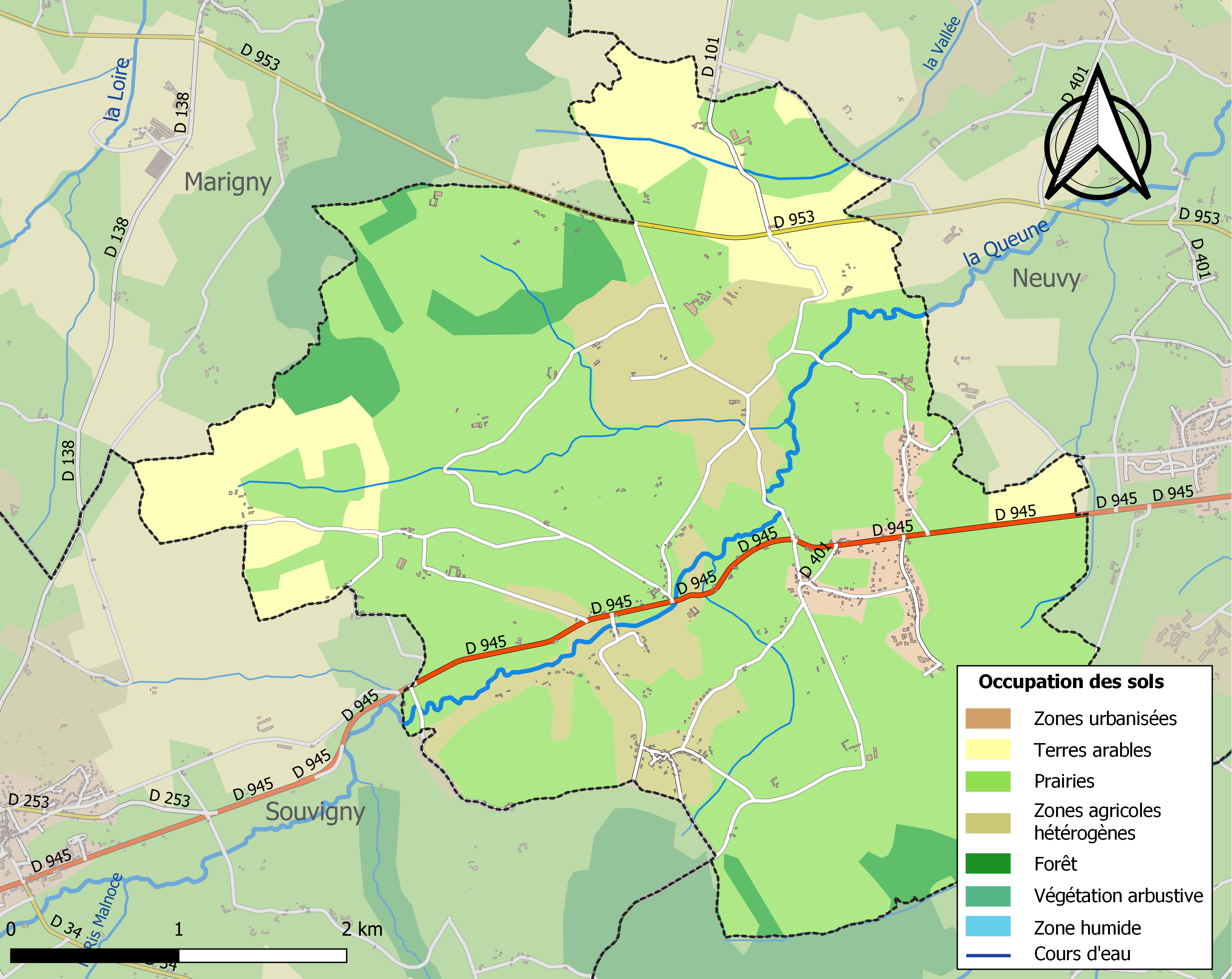
Carte des infrastructures et de l'occupation des sols de la commune en 2018 (CLC).

L'occupation des sols de la commune, telle qu'elle ressort de la base de données européenne d’occupation biophysique des sols Corine Land Cover (CLC), est marquée par l'importance des territoires agricoles (91,5 % en 2018), en diminution par rapport à 1990 (94 %). La répartition détaillée en 2018 est la suivante : 
prairies (67,2 %), terres arables (12,5 %), zones agricoles hétérogènes (11,9 %), forêts (6,1 %), zones urbanisées (2,4 %).
L'IGN met par ailleurs à disposition un outil en ligne permettant de comparer l’évolution dans le temps de l’occupation des sols de la commune (ou de territoires à des échelles différentes). Plusieurs époques sont accessibles sous forme de cartes ou photos aériennes : la carte de Cassini (XVIIIe siècle), la carte d'état-major (1820-1866) et la période actuelle (1950 à aujourd'hui).

## Histoire
L'exploitation de carrières de grès a été pendant des siècles une des principales activités de la commune. Ces carrières sont situées au sud-ouest du bourg, sur la rive droite de la Queune. Le grès de Coulandon est une pierre assez dure, au grain grossier ; sa couleur tire vers le roux ou le doré. Il a été utilisé abondamment à Moulins pour la partie la plus ancienne de la cathédrale, correspondant à l'ancienne collégiale, l'église du Sacré-Cœur, le Jacquemart, la Mal-Coiffée, de nombreux hôtels particuliers, le pont Régemortes, etc. En dehors de Moulins, on le rencontre aussi à Souvigny et à Nevers (pont de Loire). Cette pierre étant réfractaire, on l'utilisait dans la construction de hauts fourneaux, dans les départements du Cher et de la Nièvre.

## Politique et administration
| Période                                  | Période                      | Identité            | Étiquette | Qualité                                   |
| ---------------------------------------- | ---------------------------- | ------------------- | --------- | ----------------------------------------- |
| Les données manquantes sont à compléter. |                              |                     |           |                                           |
| mars 2001                                | mars 2008                    | Paul de Fressanges  |           | Exploitant agricole                       |
| mars 2008                                | avril 2014                   | Patrick Degrange    | DVG       |                                           |
| avril 2014                               | En cours (au 5 juillet 2020) | Jean-Michel Griffet | DVG       | Chef d'entreprise Réélu le 3 juillet 2020 |

## Population et société

### Démographie
L'évolution du nombre d'habitants est connue à travers les recensements de la population effectués dans la commune depuis 1793. Pour les communes de moins de 10 000 habitants, une enquête de recensement portant sur toute la population est réalisée tous les cinq ans, les populations de référence des années intermédiaires étant quant à elles estimées par interpolation ou extrapolation. Pour la commune, le premier recensement exhaustif entrant dans le cadre du nouveau dispositif a été réalisé en 2004.
En 2022, la commune comptait 634 habitants, en évolution de −2,76 % par rapport à 2016 (Allier : −1,38 %, France hors Mayotte : +2,11 %).
| 1793 | 1800 | 1806 | 1821 | 1831 | 1836 | 1841 | 1846 | 1851 |
| ---- | ---- | ---- | ---- | ---- | ---- | ---- | ---- | ---- |
| 498  | 530  | 506  | 564  | 564  | 622  | 665  | 685  | 810  |

| 1856 | 1861 | 1866 | 1872 | 1876 | 1881 | 1886 | 1891 | 1896 |
| ---- | ---- | ---- | ---- | ---- | ---- | ---- | ---- | ---- |
| 828  | 820  | 837  | 781  | 845  | 815  | 820  | 804  | 775  |

| 1901 | 1906 | 1911 | 1921 | 1926 | 1931 | 1936 | 1946 | 1954 |
| ---- | ---- | ---- | ---- | ---- | ---- | ---- | ---- | ---- |
| 784  | 758  | 720  | 566  | 561  | 528  | 505  | 467  | 469  |

| 1962 | 1968 | 1975 | 1982 | 1990 | 1999 | 2004 | 2006 | 2009 |
| ---- | ---- | ---- | ---- | ---- | ---- | ---- | ---- | ---- |
| 527  | 466  | 494  | 493  | 554  | 594  | 680  | 689  | 689  |

| 2014 | 2019 | 2022 | - | - | - | - | - | - |
| ---- | ---- | ---- | - | - | - | - | - | - |
| 660  | 646  | 634  | - | - | - | - | - | - |

### Enseignement
Coulandon dépend de l'académie de Clermont-Ferrand. Elle gère une école élémentaire publique.
Les élèves poursuivent leur scolarité au collège Anne-de-Beaujeu de Moulins puis dans les lycées de Moulins et Yzeure.

## Culture locale et patrimoine

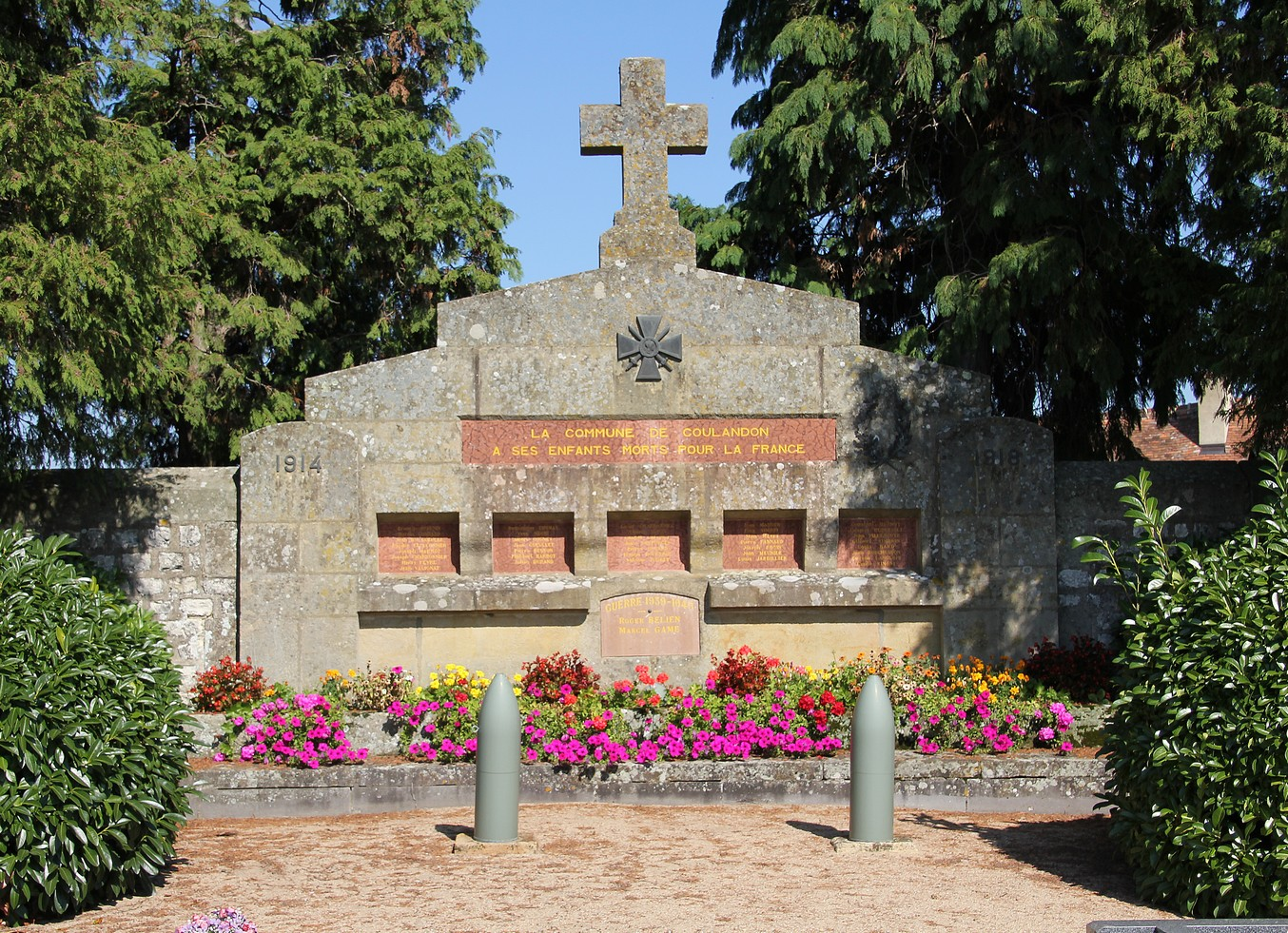
Monument aux morts de Coulandon.

### Lieux et monuments
- Église romane Saint-Martin, fin XIe et XIIe siècles, vitraux XIIIe siècle, caquetoire.
- Ancien presbytère et quatre châteaux entre les XVe et XVIIIe siècles.
- Château de la Presle. M.H. inscrit en 2021.

### Personnalités liées à la commune
- Henry Marion Durand (1812-1871), officier et explorateur britannique, y est né.